# Oleria liisa
Oleria liisa är en fjärilsart som beskrevs av Felix Bryk 1953. Oleria liisa ingår i släktet Oleria och familjen praktfjärilar. Inga underarter finns listade i Catalogue of Life.